# Sebertia
Genre
Sebertia est un genre de plantes à fleurs de la famille des Sapotacées. Il comprend des petits arbres et arbustes. Ce genre endémique en Nouvelle-Calédonie est connu notamment pour son espèce hyperaccumulatrice en nickel (Sebertia acuminata). Ce genre est, maintenant, un synonyme de Pycnandra.

## Espèces
- Sebertia acuminata Pierre ex Baill.
  - Syn. Niemeyera acuminata (Baill.)

(voir la nouvelle dénomination de Pycnandra acuminata dont Sebertia acuminata est devenu un synonyme)
Cette espèce est hyperaccumulatrice, sa sève contient un taux exceptionnellement élevé (un peu plus de 20 %) de citrates de nickel, ce qui lui donne une couleur bleu/vert très caractéristique.
Elle pousse dans les forêts denses humides.
- Sebertia gatopensis (Guillaumin) Aubrév.

Cette espèce fait partie du maquis minier (sols de type ultramafiques).